# New Journal of Chemistry
Das New Journal of Chemistry (nach ISO 4 abgekürzt New J. Chem.) ist eine wissenschaftliche Fachzeitschrift, die von der Royal Society of Chemistry zusammen mit dem Centre national de la recherche scientifique veröffentlicht wird. Die Zeitschrift wurde 1977 unter dem Namen Nouveau Journal de Chimie gegründet, änderte den Namen 1987 in New Journal of Chemistry und erscheint derzeit mit zwölf Ausgaben im Jahr. Es werden Artikel veröffentlicht, die sich mit neuen Fragestellungen in der Chemie und verwandten Wissenschaften beschäftigen.
Der Impact Factor lag im Jahr 2020 bei 3,591. Nach der Statistik des Web of Science wird das Journal mit diesem Impact Factor in der Kategorie multidisziplinäre Chemie an 75. Stelle von 178 Zeitschriften geführt.